# Caio Fúrio Pácilo Fuso
Caio Fúrio Pácilo Fuso (em latim: Gaius Furius Pacilus Fusus) foi um político da gente Fúria nos primeiros anos da República Romana eleito cônsul em 441 a.C. com Mânio Papírio Crasso. Caio Fúrio Pácilo, cônsul em 412 a.C., era seu filho.

## Consulado (441 a.C.)
Seu mandato ocorreu num período de tranquilidade em Roma, tanto interna quanto externa. Lívio registra uma proposta fracassada do tribuno da plebe Petélio de alocar terras públicas para a plebe.

## Tribuno consular (426 a.C.)
Caio Fúrio foi eleito tribuno consular em 426 a.C. juntamente com Tito Quíncio Peno Cincinato, Marco Postúmio Albo Regilense e Aulo Cornélio Cosso, com a missão de conduzir a guerra contra Veios.
Depois do alistamento, enquanto os outros três tribunos conduziam o exército em território etrusco, Aulo Cornélio Cosso ficou encarregado de guardar Roma. O resultado do confronto foi negativo para Roma, sobretudo pela incapacidade dos três tribunos de coordenarem suas próprias ações.
Em Roma, a notícia da derrota foi recebida com grande temor, tanto que o Senado decidiu nomear um ditador, recorrendo pela terceira vez à experiência de Mamerco Emílio Mamercino.